# رینهیل
رینهیل (به انگلیسی: Rainhill) یک شهرک و محله مدنی در بریتانیا است که در St. Helens واقع شده‌است. رینهیل ۱۰٬۸۵۳ نفر جمعیت دارد.